# لورينزو وليامز
لورينزو وليامز (بالإنجليزية: Lorenzo Williams)‏ هو لاعب كرة قدم أمريكية أمريكي، ولد في 23 أكتوبر 1984 في ميدويست سيتي في الولايات المتحدة.